# 후거
후거(중국어: 胡歌, 병음: Hú Gē, 한자음: 호가, 1982년 9월 20일 ~ )는 중국의 배우, 가수이다.

## 출연 작품

### 드라마
| 방영년도 | 제목                                                   | 배역                                                        | 비고     |
| -------- | ------------------------------------------------------ | ----------------------------------------------------------- | -------- |
| 2023     | 번화(중국어 정체자: 繁花)                              | 아보/보사장、아선생님(중국어 정체자: 阿寶/寶總、A先生)      |          |
| 2022     | 현위대원(중국어 정체자: 縣委大院)                      | 매효가(중국어 정체자: 梅曉歌)                               |          |
| 2022     | 완미반려(중국어 정체자: 完美伴侶)                      |                                                             | 특별출연 |
| 2017     | 렵장(중국어 정체자: 獵場)                              | 정추동(중국어 정체자: 鄭秋冬)                               |          |
| 2017     | 외과풍운(중국어 정체자: 外科風雲)                      | 본인                                                        | 특별출연 |
| 2016     | 선풍십일인(중국어 정체자: 旋風十一人)                  | 모기/사우(중국어 정체자: 穆奇/謝羽)                         |          |
| 2015     | 랑야방 : 권력의 기록 (중국어 정체자: 瑯琊榜)           | 매장소/임수/소철(중국어 정체자: 梅長蘇、林殊、蘇哲)         |          |
| 2015     | 위장자 (중국어 정체자: 偽裝者)                         | 명대(중국어 정체자: 明台)                                   |          |
| 2014     | 사십구일·제 (중국어 정체자: 四十九日·祭)               | 대도(중국어 정체자: 戴濤)                                   |          |
| 2014     | 대막요 (중국어 정체자: 風中奇緣)                       | 막순(중국어 정체자: 莫循)                                   |          |
| 2014     | 생활계시록 (중국어 정체자: 生活啟示錄)                 | 포가명(중국어 정체자: 鮑家明)                               |          |
| 2014     | 애정공우4 (중국어 정체자: 愛情公寓4)                   | 디노(중국어 정체자: 迪諾)                                   | 특별출연 |
| 2012     | 쇄신 3 플러스 7 (중국어 정체자: 刷新3+7)               | 진걸(중국어 정체자: 陳杰)                                   |          |
| 2012     | 헌원검 (중국어 정체자: 軒辕劍之天之痕)                 | 검치/우문탁(중국어 정체자: 劍痴/宇文拓)                     |          |
| 2011     | 무해가격지고수여림 (중국어 정체자: 無懈可擊之高手如林) | 쉬연(중국어 정체자: 徐然)                                   |          |
| 2010     | 마등신인류 (중국어 정체자: 摩登新人類)                 | 사비범(중국어 정체자: 謝非凡)                               |          |
| 2010     | 샹그릴라 (중국어 정체자: 香格里拉)                     | 찰서평조(중국어 정체자: 扎西平措)                           |          |
| 2010     | 고가배 (중국어 정체자: 苦咖啡)                         | 진종(중국어 정체자: 陳琮)                                   |          |
| 2009     | 신화 (중국어 정체자: 神話)                             | 역소천(중국어 정체자: 易小川)                               |          |
| 2009     | 선검기협전 3 (중국어 정체자: 仙劍奇俠傳三)             | 경천/비봉/룡양/이소요(중국어 정체자: 景天/飛蓬/龍陽/李逍遙) |          |
| 2008     | 사조영웅전(중국어 정체자: 射雕英雄傳)                  | 곽정(중국어 정체자: 郭靖)                                   |          |
| 2006     | 별애아(중국어 정체자: 別愛我)                          | 서풍(중국어 정체자: 徐風)                                   |          |
| 2006     | 소년양가장(중국어 정체자: 少年楊家將)                  | 양육랑(양연소)(중국어 정체자: 楊六郎)                       |          |
| 2005     | 요재지이-소천(중국어 정체자: 聊齎-小倩)                | 녕채신(중국어 정체자: 寧釆臣)                               |          |
| 2005     | 천외비선(중국어 정체자: 天外飛仙)                      | 동영(중국어 정체자: 董永)                                   |          |
| 2004     | 선검기협전(중국어 정체자: 仙劍奇俠傳)                  | 이소요(중국어 정체자: 李逍遙)                               |          |
| 2003     | 포공영(중국어 정체자: 蒲公英)                          | 정호 (중국어 정체자: 程灝)                                  |          |

### 영화
| 년도 | 제목                                              | 배역                            | 비고 |
| ---- | ------------------------------------------------- | ------------------------------- | ---- |
| 2024 | 멈추고 가다(중국어 정체자: 走走停停)              | 우띠(중국어 정체자: 吳迪)       |      |
| 2023 | 불허차행(중국어 정체자: 不虛此行)                 | 문선(중국어 정체자: 聞善)       |      |
| 2019 | 와일드 구스 레이크(중국어 정체자: 南方車站的聚會) | 저우쩌농(중국어 정체자: 周澤農) |      |
| 2008 | 무협양축 검접 (중국어 정체자: 武俠梁祝)           | 축언지                          |      |

### 음반
- 2004년 《소요탄》,《6월의 비》- 드라마 '선검기협전' 삽입곡, 《선검기협전》 OST 수록
- 2005년 《월광》,《천량 이후》- 드라마 '천외비선' 삽입곡, 《천외비선》 OST 수록
- 2006년 《애니부회변》,《일각영원》 - 드라마 '별애아' 삽입곡, 《별애아》 OST 수록
- 2006년 《고소타 아애타》 - 드라마 '소년양가장' 삽입곡, 《소년양가장》 OST 수록
- 2006년 10월 25일 앨범 《珍惜胡歌(진석호가)》 발매.
- 2008년 《오운연》 - 드라마 '신사조영웅전' 삽입곡 , 《신사조영웅전》 OST 수록
- 2009년 《망기시간》,《광곤》 - 드라마 '선검기협전3' 삽입곡 《선검기협전3》OST수록